# Shibuya Peak
Shibuya Peak är en bergstopp i Antarktis. Den ligger i Västantarktis. Inget land gör anspråk på området. Toppen på Shibuya Peak är 840 meter över havet.
Terrängen runt Shibuya Peak är kuperad åt sydväst, men åt nordost är den platt. Trakten är obefolkad. Det finns inga samhällen i närheten. 